# Mark Lenzi
Mark Edward Lenzi (Huntsville, 4 de julio de 1968-Greenville, 9 de abril de 2012) fue un deportista estadounidense que compitió en saltos de trampolín.
Participó en dos Juegos Olímpicos de Verano en los años 1992 y 1996, obteniendo dos medallas, oro en Barcelona 1992 y bronce en Atlanta 1996. En los Juegos Panamericanos de 1991 consiguió una medalla de oro. Ganó una medalla de plata en el Campeonato Mundial de Natación de 1991.

## Palmarés internacional
| Juegos Olímpicos     | Juegos Olímpicos         | Juegos Olímpicos  | Juegos Olímpicos |
| Año                  | Lugar                    | Medalla           | Prueba           |
| -------------------- | ------------------------ | ----------------- | ---------------- |
| 1992                 | Barcelona (España)       | Medalla de oro    | Trampolín 3 m    |
| 1996                 | Atlanta (Estados Unidos) | Medalla de bronce | Trampolín 3 m    |
| Campeonato Mundial   |                          |                   |                  |
| Año                  | Lugar                    | Medalla           | Prueba           |
| 1991                 | Perth (Australia)        | Medalla de plata  | Trampolín 1 m    |
| Juegos Panamericanos |                          |                   |                  |
| Año                  | Lugar                    | Medalla           | Prueba           |
| 1991                 | La Habana (Cuba)         | Medalla de oro    | Trampolín 1 m    |